# 恩納圖姆
恩納圖姆（英語：Eannatum），又译安那吐姆，约前2450年前后在位。是蘇美拉格什的國王，也是目前能辨識最早的國王之一。恩納圖姆是國王烏爾南什（在位時期為前24世紀）的孫子，他曾經征服埃蘭。